# キャリック伯爵 (アイルランド貴族)

キャリック伯爵バトラー家の紋章

キャリック伯爵（キャリックはくしゃく、英: Earl of Carrick）は、イギリスの伯爵位。バトラー家に対してアイルランド貴族として2度創設されている。
爵位名はアイルランド・ティペラリー県 Iffa and Offa East のキャリック＝オン＝サイアにちなむ。第2期創設の伯爵家の邸宅はキルケニー県トマスタウン近くのマウント・ジュリエットであった。

## 歴史

### 第1期
エドワード2世が1315年に Justiciar of Ireland であったサー・エドマンド・バトラーへ「キャリック伯爵」を授けたのが最初の創設である。サー・エドマンドはスコットランド王ロバート1世の弟エドワード・ブルースのアイルランド侵攻 (Bruce campaign in Ireland) に対してイングランド王国側で指揮を執った人物の一人で、初代オーモンド伯爵ジェイムズ・バトラーやジョン・バトラー・オブ・クロナミクロンの父親にあたる。1321年に彼は没したが、このときのキャリック伯爵位は相続人たちには継承されなかった。長男ジェイムズは1328年にオーモンド伯爵へ叙された。

### 第2期
キャリック伯爵エドマンド・バトラーの次男ジョンの子孫にあたるピアース・バトラー陸軍中将は1629年にアイルランド貴族として「アイケリン子爵（Viscount Ikerrin）」に叙された。初代子爵の曾孫である第4代アイケリン子爵ピアース・バトラーは名誉革命後にジェイムズ2世がアイルランドで召集した Patriot Parliament に参加したためジャコバイトとして法喪失者となったが、これは1698年に撤回され、貴族院に復した。彼も軍人であり、スペイン継承戦争に従軍するなどして最終的には陸軍准将となった。
4代子爵が没すると一人息子ジェイムズ・バトラーが爵位を継承するが未婚のまま早世したため、プロテスタントの聖職者であった叔父のトマス・バトラーが6代子爵となった。続いて7代子爵となった長男ジェイムズ・バトラーは夭逝し、弟のサマセット・バトラーが8代子爵となった。
第8代アイケリン子爵サマセット・バトラーは1748年にアイルランド貴族「キャリック伯爵」へ叙された。
初代伯爵の長男であるヘンリー・バトラーは襲爵前はアイルランド庶民院議員に選出されていた。
3代伯爵となった長男のサマセット・バトラーは、1819年から1838年までアイルランドの貴族代表としてイギリスの貴族院議員を務めた。
次いで長男ヘンリー・バトラーが4代伯爵、次男サマセット・バトラーが5代伯爵となった。5代伯爵はクリミア戦争に従軍した軍人であり、グレナディアガーズの大尉を務めている。生涯未婚であった5代伯爵が没すると、爵位は従甥（3代伯爵サマセットの弟ヘンリーの孫）にあたるチャールズ・バトラーが継承した。
6代伯爵は Welsh Regiment の陸軍少佐であった。
その息子で7代伯爵となったチャールズ・バトラーは襲爵後の1912年に連合王国貴族「カウンティ・オヴ・キルケニーにおけるマウント・ジュリエットのバトラー男爵（Baron Butler of Mount Juliet, in the County of Kilkenny）」に叙されたため、以後のキャリック伯爵は自動的に貴族院に議席を得ることとなった。7代伯爵は1913年から1915年にかけてアイルランド総督の下で王室会計監査官 (Comptroller of the Household) を務めたほか、第一次世界大戦に従軍して殊勲者公式報告書に記載される (Mentioned in dispatches)  戦功を挙げた。
続いて7代伯爵の長男テオバルド・バトラーが8代伯爵に、8代伯爵の一人息子ブライアン・バトラーが9代伯爵に、9代伯爵の長男デイヴィッド・バトラーが10代伯爵となった。2018年現在の当主は2008年に第11代伯爵を襲爵したトマス・バトラーである。

## 一覧

### アイケリン子爵 （1629年）
- ピアース・バトラー (初代アイケリン子爵) （1674年頃没）
- ピアース・バトラー (第2代アイケリン子爵) （1637年 - 1680年頃没）
- ジェイムズ・バトラー (第3代アイケリン子爵) （1688年没）
- ピアース・バトラー (第4代アイケリン子爵)（英語版） （1679年 - 1710/11年）
- ジェイムズ・バトラー (第5代アイケリン子爵) （1698年 - 1712年）
- トマス・バトラー (第6代アイケリン子爵)（英語版） （1683年 - 1719年）
- ジェームズ・バトラー (第7代アイケリン子爵) （1714年 - 1721年）
- サマセット・バトラー (第8代アイケリン子爵) （1718年 - 1774年）
  - 1748年、キャリック伯爵に叙爵。

### キャリック伯爵 （1748年）
- サマセット・バトラー (初代キャリック伯爵) （1718年 - 1774年）
- ヘンリー・バトラー (第2代キャリック伯爵) （1746年 - 1813年）
- サマセット・バトラー (第3代キャリック伯爵) （1779年 - 1838年）
- ヘンリー・バトラー (第4代キャリック伯爵) （1834年 - 1846年）
- サマセット・バトラー (第5代キャリック伯爵) （1835年 - 1901年）
- チャールズ・バトラー (第6代キャリック伯爵) （1851年 - 1909年）
- チャールズ・バトラー (第7代キャリック伯爵) （1873年 - 1931年）
  - 1912年、マウント・ジュリエットのバトラー男爵に叙爵。
- テオバルド・バトラー (第8代キャリック伯爵) （1903年 - 1957年）
- ブライアン・バトラー (第9代キャリック伯爵) （1931年 - 1992年）
- デイヴィッド・バトラー (第10代キャリック伯爵) （1953年 - 2008年）
- トマス・バトラー (第11代キャリック伯爵) （1975年生）
  - 伯爵位の推定相続人は、現保有者の弟ピアース・エドマンド・テオバルド・リスマリン・バトラー（1979年生）。